# Jeszenszky László (evangélikus lelkész)
Kisjeszeni Jeszenszky László (?-?), 1843-1857 között hódmezővásárhelyi, 1847-1857 között szegedi evangélikus lelkész.
Az 1848–49-es forradalom és szabadságharc alatti tevékenységéről így emlékezik meg a hódmezővásárhelyi evangélikus egyház története: „Ő a magyar hazánkért majdnem vértanú halált szenvedett, mert nemcsak híveit, de az egész város lakosságát buzdította, lelkesítette. Megalakította a honvédelmi bizottságot, a honvédeknek ruhát, élelmet gyűjtött, a függetlenségi ünnepet rendezte, a debreceni kormányt üdvözölte, annak rendeleteit végrehajtani igyekezett. Ezért a világosi gyásznap után a zsarnok osztrák kormány elfogatta,  és a pesti haditörvényszék kötél általi halálra ítélte. De mikor az ország vérszomjas kormányzója báró Haynau, bukását előre megtudva; az összes pesti elítéltnek megkegyelmezett, ő is kiszabadult és 10 hónapi fogság után hazaérkezett. Hívei és az egész városból nagyon sokan keresték fel a szeretett lelkipásztort és örömmel üdvözölték. — Míg börtönben volt, az elárvult gyülekezet írásban és küldöttségileg kérte szabadonbocsátását, de hiába”.
1857-1860 között nyíregyházi lelkész, ahonnan távoznia kellett, mert támogatta azt a császári pátenst, mely elrendelte a protestáns egyházak állami felügyeletét.

## Munkái
Cikkei:
- A gazdászati iskolák ügyében,  Magyar Néplap, 1856.
- Iparügy, Magyar Néplap, 1857.
- Az alföldi földmívelésről, Falusi Gazda
- Vidéki közlemények Nyíregyházáról, Falusi Gazda, 1858.
- Még egy szó a cselédügyben, Falusi Gazda, 1859.
- A megyei gazdasági egyesületek mikénti hatásáról a közgazdászatra), Falusi Gazda, 1859.
- Vidéki tudósítások Nyiregyházáról, Magyar Gazda, 1859.
- Egyházi hátramaradásunk okai, esperességi közgyűlés alkalmával, Különféle papi Dolgozatok, Pest, Új folyam, 1860. II. füzet

Beszédei:
- Templomi beszéd, melyet a hódmezővásárhelyi evang. ág. hitv. új templomnak ünnepélyes fölszentelése alkalmával jún. 9. 1844. mondott, Pest, 1844.
- Mi óvja meg az embert, hogy a megkisértetésekben ne essék el? Templomi beszéd. Az eladott példányokból begyült fillérek nemzetünk jeles költője, Garay János árváinak felsegélésére fordíttatnak, Szarvas, 1854.